# Unidad didáctica
Las unidades didácticas son uno de los elementos de lo que componen la programación dentro de la enseñanza, como es el caso también de la situación de aprendizaje. Estas  se llevan a cabo en un tiempo determinado. No obstante, la unidad didáctica como tal es una propuesta de trabajo relativa a un proceso de aprendizaje completo, es decir, desde el establecimiento de un propósito de aprendizaje hasta la verificación del logro de ese aprendizaje. Este modelo didáctico aparece muy ligado a las teorías constructivistas.
Utilizada generalmente en los primeros niveles educativos como la Educación infantil y la Educación primaria como medio de planificación de lo que se va a realizar a lo largo de un tiempo determinado. Sin embargo, no se limita a ello, pues es aplicable a todo tipo de enseñanza intencional en los diferentes niveles educativos y en educación no formal

## Elementos
Una unidad didáctica suele constar con los siguientes componentes básicos:
- Objetivos didácticos. Enunciaciones de las capacidades previstas que debe alcanzar el/la estudiante al final de la unidad. Han de ser coherentes con los objetivos generales y específicos.
- Competencias. Habilidades que deben desarrollarse a través de sus dimensiones y estrategias.
- Contenidos. Saberes organizados de manera armónica, que son enunciados como conceptos, procedimientos y actitudes.
- Recursos. Materiales o herramientas que tienen utilidad en un proceso educativo. Sirven como mediadores para el desarrollo y enriquecimiento del/de la alumno/a, pues favorecen el desarrollo del proceso de enseñanza y de aprendizaje, y facilitan la interpretación de contenido que el docente enseña.[2] Se dividen en tres grupos, materiales, personales (docentes y no docentes) y organizativos (espaciales y temporales).

Estrategias. Selección de actividades y prácticas pedagógicas en diferentes momentos formativos, métodos y recursos en los procesos de enseñanza-aprendizaje. Se utilizan para cumplir con los objetivos de la unidad y dependen de los contenidos de cada clase. Para ello, se tiene en cuenta el modo de comprensión necesario para adquirir dichos contenidos, así como los estilos de aprendizaje, los ritmos, los intereses, los tipos de inteligencia, entre otros factores.
- Metodología. Estilo de enseñanza, organización de los grupos, tiempos y espacios y materiales empleados.
- Actividades. Medios para alcanzar los objetivos previstos. Se suele establecer diferentes tipos de actividades que abarcan la recogida de ideas previas, actividades introductorias, de desarrollo, de síntesis y de expresión en diferentes ámbitos. Las actividades son el componente prioritario en la práctica del proceso enseñanza - aprendizaje, puesto que a través de ellas se desarrollarán los objetivos y los contenidos propuestos. Deben ser motivadoras, graduadas en dificultad y adaptadas al nivel del alumnado.  Las actividades deben ser analizadas desde la perspectiva del docente (actividades de enseñanza) y desde la del alumno (actividades de aprendizaje) (Arjona, 2010).[4]
  - Actividades de aprendizaje: De acuerdo a los autores Imbernón, Vidal y Manjón (1993) y Rodríguez y Alarcón (2010), las actividades de aprendizaje se clasificarán según su función dentro del desarrollo del trabajo didáctico:
  - Actividades de introducción - motivación: Se utilizan como medida del nivel de partida que posee el alumnado, así como generar interés sobre los contenidos a impartir y/o practicar.
  - Actividades de conocimientos previos: con la finalidad de comprobar cuál es el nivel de comprensión de los contenidos que se van a impartir.
  - Actividades de desarrollo: permiten conocer conceptos, procedimientos o nuevas actitudes.
  - Actividades de síntesis – resumen: permiten la generalización y aplicación de los contenidos trabajados.
  - Actividades de consolidación: proporcionan herramientas para afianzar y asimilar el conocimiento, contrastando las nuevas ideas del alumno con las ideas previas al proceso de enseñanza – aprendizaje.
  - Actividades de recuperación: imprescindibles para retomar el proceso de aprendizaje en aquellos casos en los que los contenidos no han sido asimilados según los objetivos.
  - Actividades de ampliación: empleadas o bien para incrementar el nivel de comprensión en aquel alumnado que ha superado el nivel establecido por los objetivos, o bien para conectar nuevos contenidos con los impartidos previamente.
  - Actividades de evaluación: destinadas a la evaluación inicial, formativa y sumativa, esta última, referida a la evaluación final de un proceso de enseñanza-aprendizaje, vinculada a las decisiones de promoción, calificación y titulación del alumnado.

- Evaluación. Proceso que tiene por objeto determinar en qué medida se han logrado los objetivos previamente establecidos. Supone, por tanto, un juicio de valor sobre la programación establecida, que se emite contrastando esta información con dichos objetivos. Se alude así no solo a los resultados obtenidos,[5] sino a la unidad en su globalidad. Para llevarla a cabo, se elaboran criterios relacionados con los objetivos propuestos. Es posible encontrar diferentes tipos de evaluación.

## Modelo de Unidad Didáctica Interactiva Colaborativa: Uso de Hojas de Cálculo para Organizar la Vida Escolar
Introducción
En la presente unidad didáctica interactiva, se propone integrar herramientas colaborativas digitales para abordar un contenido esencial y transversal en el área de informática: el uso de hojas de cálculo como recurso para organizar diversos aspectos de la vida escolar. En la actualidad, dominar plataformas como Google Sheets no solo permite realizar cálculos, sino también planificar, analizar y tomar decisiones informadas. 
El fin de todo esto es, diseñar una estrategia educativa colaborativa, innovadora y tecnológicamente viable que permita a los estudiantes desarrollar competencias digitales aplicadas a situaciones reales escolares, mediante el uso activo y compartido de herramientas como Google Sheets, Trello, Discord, Padlet, Flipgrid y Mentimeter.